# Mörsbach (Zweibrücken)
Mörsbach is een plaats in de Duitse gemeente Zweibrücken, deelstaat Rijnland-Palts, en telt 930 inwoners (2006).
Bubenhausen · Ernstweiler · Ixheim · Mittelbach-Hengstbach · Mörsbach · Niederauerbach · Oberauerbach · Rimschweiler · Wattweiler